# 캄보디아의 국기

캄보디아의 왕실기

캄보디아의 국기는 1993년에 제정되었다. 현재의 국기는 캄보디아 왕국 시절이었던 1948년부터 1970년까지 사용되었던 국기를 1993년에 다시 채택한 것이다. 파란색, 빨간색, 파란색으로 구성된 세 줄의 가로 줄무늬에 빨간색 줄무늬 안에는 하얀색 앙코르 와트가 그려져 있다. 국기의 비율은 2:3이며, 줄무늬 비율은 1:2:1이다. 파랑은 왕실을, 빨강은 민족을, 하양은 불교를 의미한다.

## 색상띠
| 색상 | 파랑               | 빨강               | 하양                  |
| ---- | ------------------ | ------------------ | --------------------- |
| RGB  | 3–46–161 (#032EA1) | 224–0–37 (#E00025) | 255–255–255 (#FFFFFF) |

## 의미
- 파란색 : 캄보디아 농업과 환경을 상징한다.
- 빨간색 : 불의에 대한 투쟁과 강인한 캄보디아 정신을
- 하얀 앙코르 와트 :찬란한 크메르(Khmer) 문화와 부를 나타낸다.

## 이전의 국기

크메르 제국의 국기
캄보디아 왕국(1863년) ~ (1945년) (1945년) ~ (1953년)
일본 점령기 (1942년 ~ 1945년)
캄보디아 왕국 (1948년~ 1970년)
캄보디아 왕국의 왕실기 (1948년 ~ 1970년)
크메르 공화국 (1970년 ~ 1975년)
민주 캄푸치아 (1975년 ~ 1979년)
캄푸치아 인민공화국 (1979년 ~ 1989년)
캄보디아국 (1989년 ~ 1993년)
유엔 캄보디아 잠정 통치기구 (1992년 ~ 1993년)